# فرهنگ یانگ‌شائو

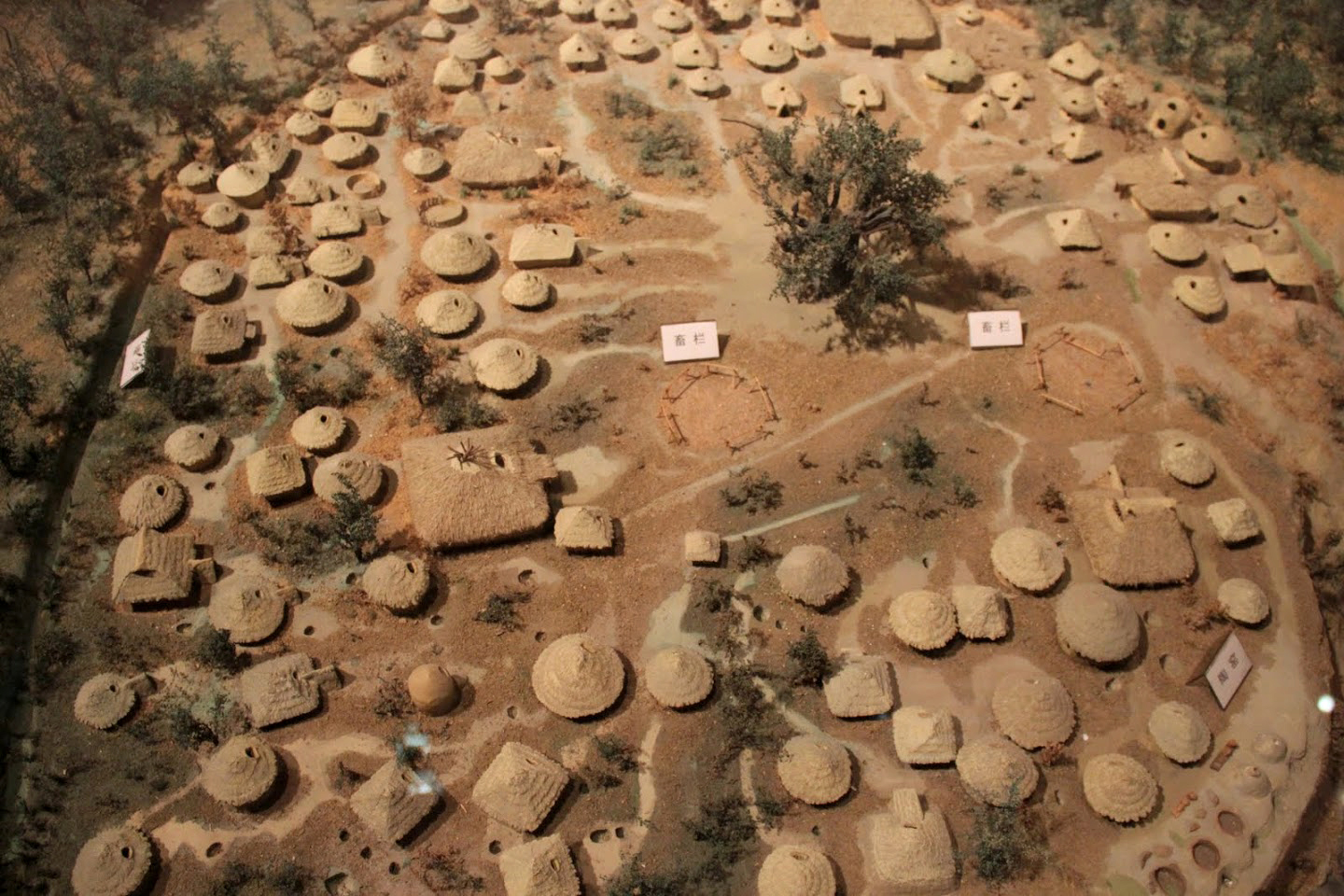
نمونه‌ای از یک روستا مربوط به فرهنگ یانگ‌شائو

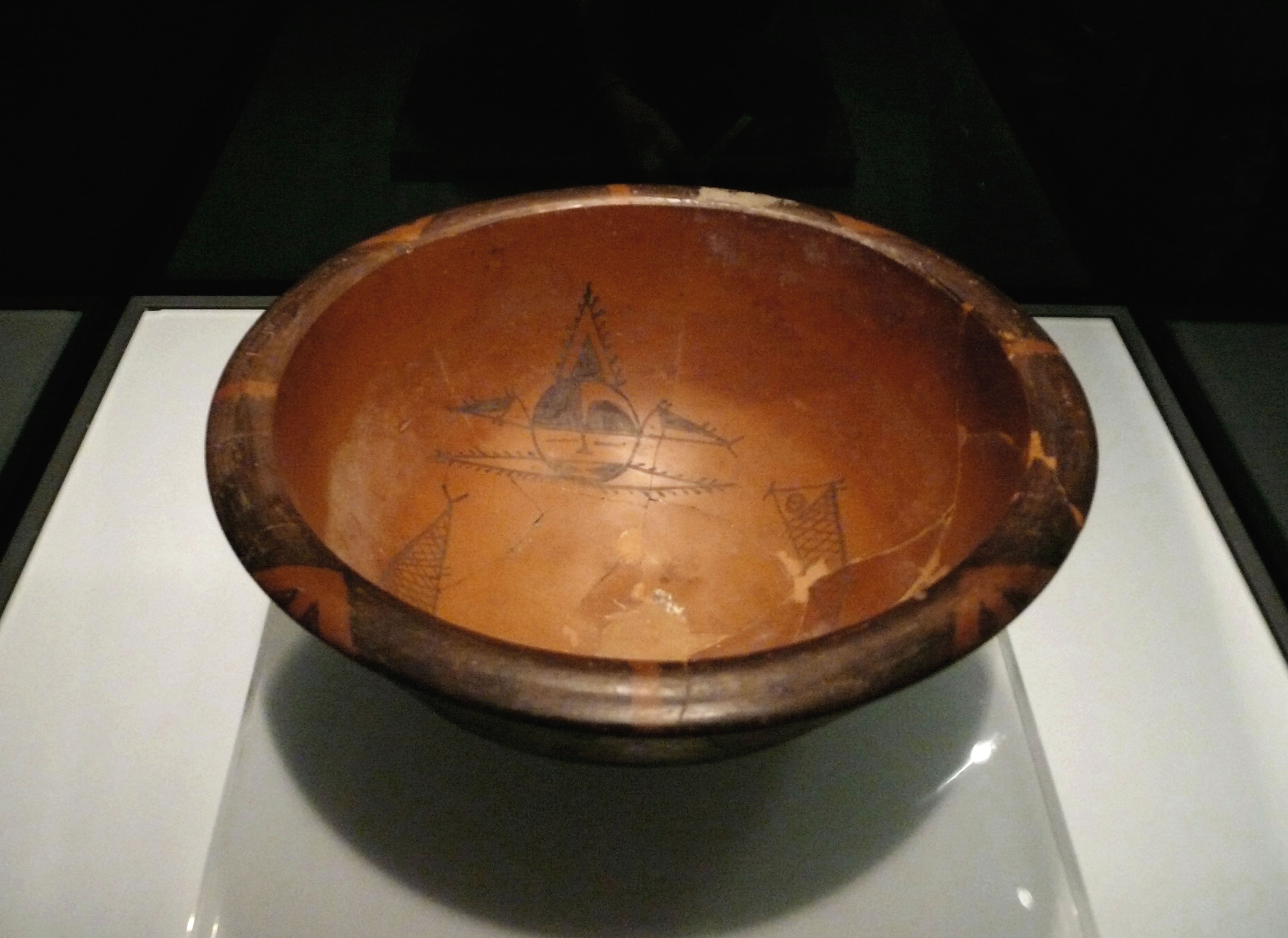
کاسه با نقش ماهی، بانپو روستای، شاآنشی

فرهنگ یانگ‌شائو (انگلیسی: Yangshao culture) یک فرهنگ باستان‌شناختی متعلق به دوران نوسنگی بود که تنها در راستای رود زرد سکونت داشت. محققان تاریخ آن را بین حدود ۵۰۰۰ (پ.م) تا حدود ۳۰۰۰ (پ.م) تخمین زده‌اند.
غذای اصلی مردم یانگ‌شائو ارزن بود. آن‌ها کشاورزی را به روش بریدن و سوزاندن انجام می‌دادند، و هر زمان که خاک حاصل‌خیزی خود را از دست می‌داد از آن روستا مهاجرت می‌کردند و در زمینی دیگر، روستایی دیگر می‌ساختند. کاوش‌گران در برخی از محوطه‌ها ساختمان‌هایی یافته‌اند که روی پایه بنا شده بودند و برای ذخیره اضافه محصول کشاورزی به کار می‌رفته‌اند.
مردم یانگ‌شائو خانه‌های خود را با کندن خان‌چال‌هایی چندمتری به شکل مستطیل گردشده می‌ساختند. سپس این خان‌چال‌ها کوبیده را می‌کوبیدند و روی آن را با تیرهای چوبی و شاخ‌وبرگ درخت و دیگر مواد به شکل مخروط می‌پوشاندند. روی بام با گل اندود می‌شد. فضای داخلی خانه‌ها مبلمانی چندانی نداشت.